# Arnold Spielberg
Pour les articles homonymes, voir Spielberg.
Arnold Meyer Spielberg, né le 6 février 1917 à Cincinnati et mort le 25 août 2020 à Los Angeles, est un ingénieur électricien américain.

## Biographie
Il est le fils de Samuel Spielberg, né à Kamianets-Podilskyï, dans le gouvernement de Podolie, une entité administrative de l'Empire russe, et de Rebecca Chechik, née à Soudylkiv, en actuelle Ukraine.
Ancien combattant de la Seconde Guerre mondiale, c'est un pionnier de l'informatique. Il a travaillé chez General Electric et IBM.
Il est le père du réalisateur Steven Spielberg et de la scénariste Anne Spielberg. Il aide son fils à produire son premier long-métrage Firelight (1964) et est une inspiration pour Il faut sauver le soldat Ryan (1998),.
Il reçoit un Computer Pioneer Award en 2006.